# Euploea algea
Euploea algea är en fjärilsart som beskrevs av Jean Baptiste Godart 1819. Euploea algea ingår i släktet Euploea och familjen praktfjärilar. Inga underarter finns listade i Catalogue of Life.

## Bildgalleri

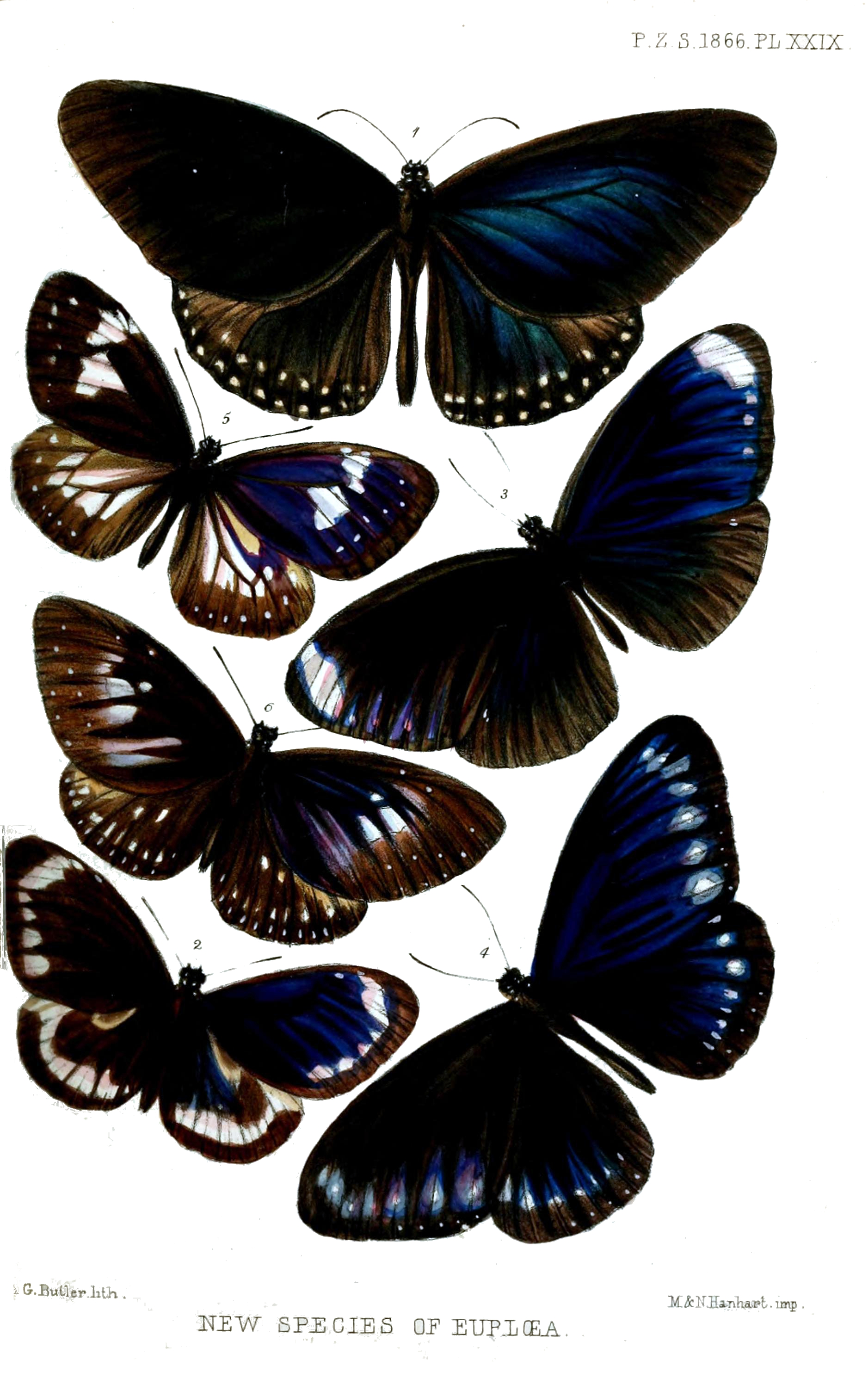
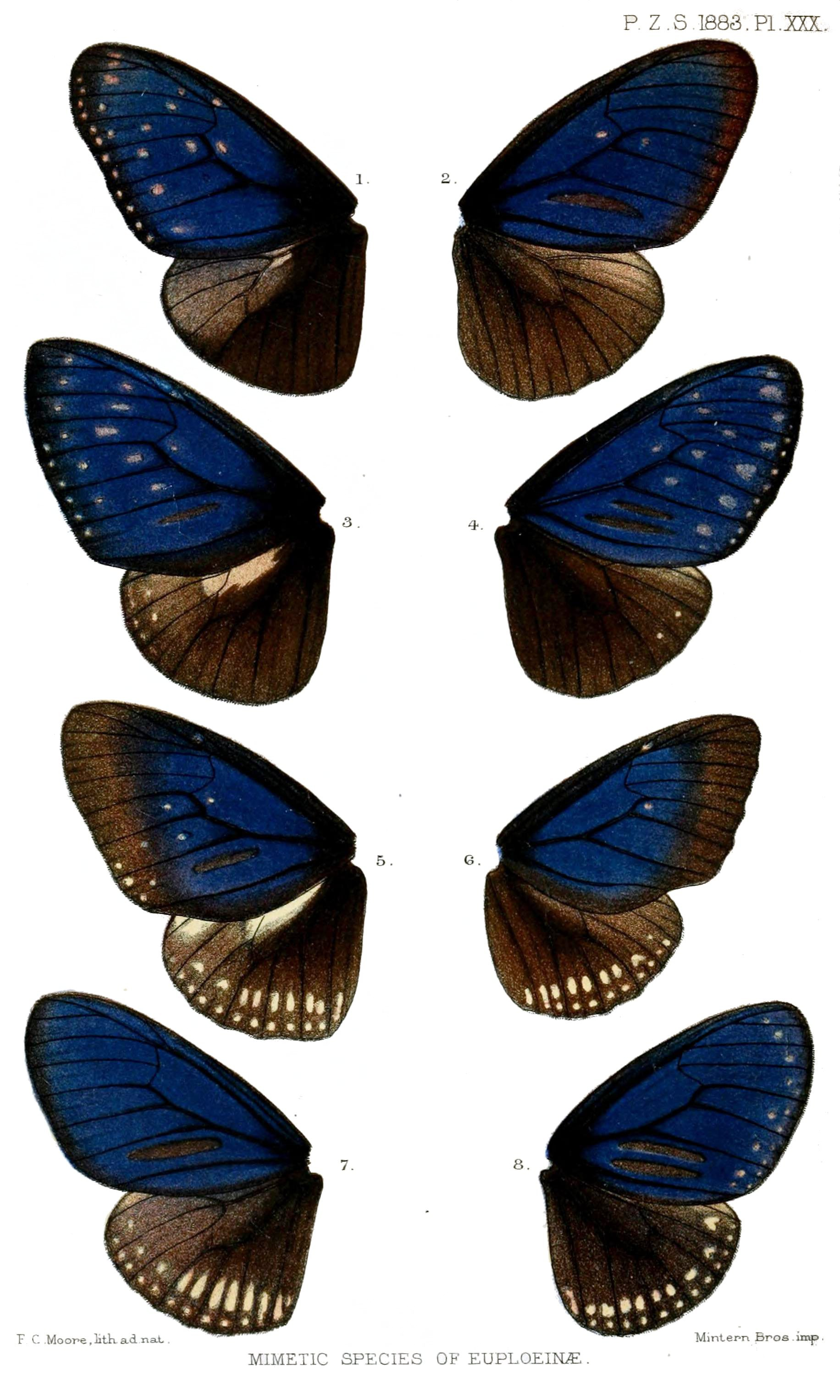
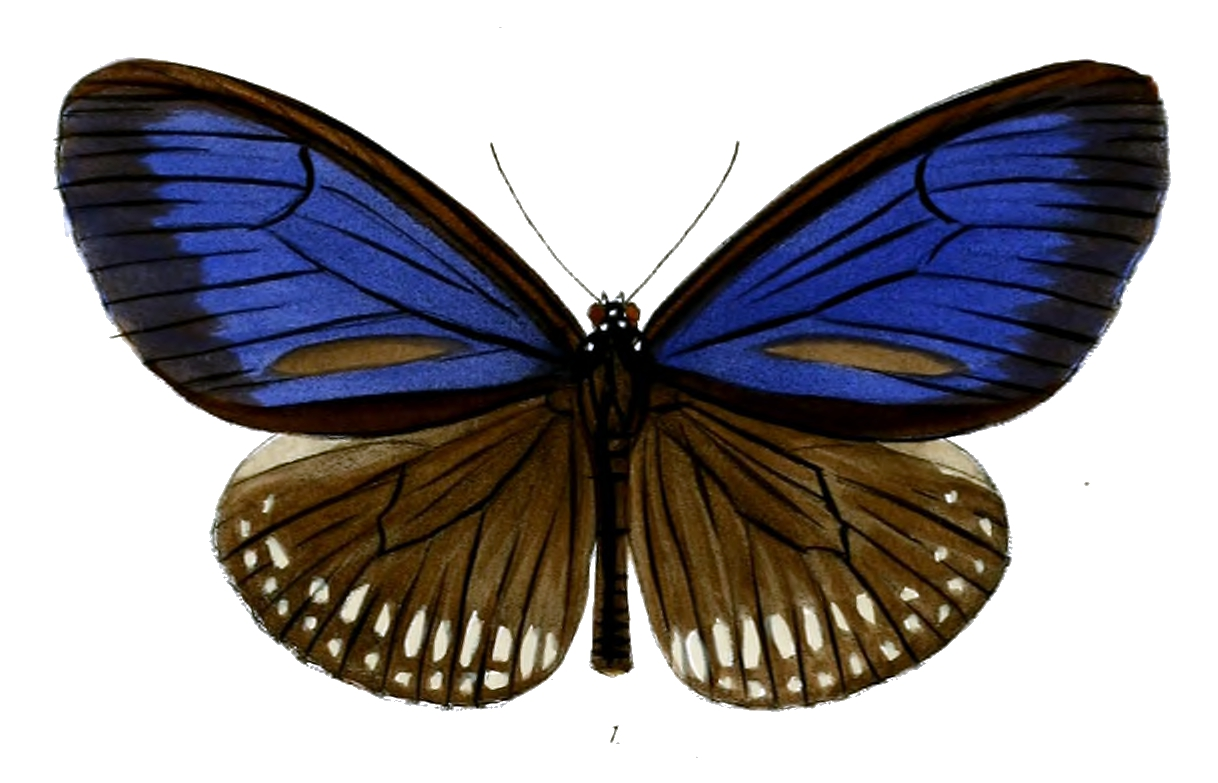
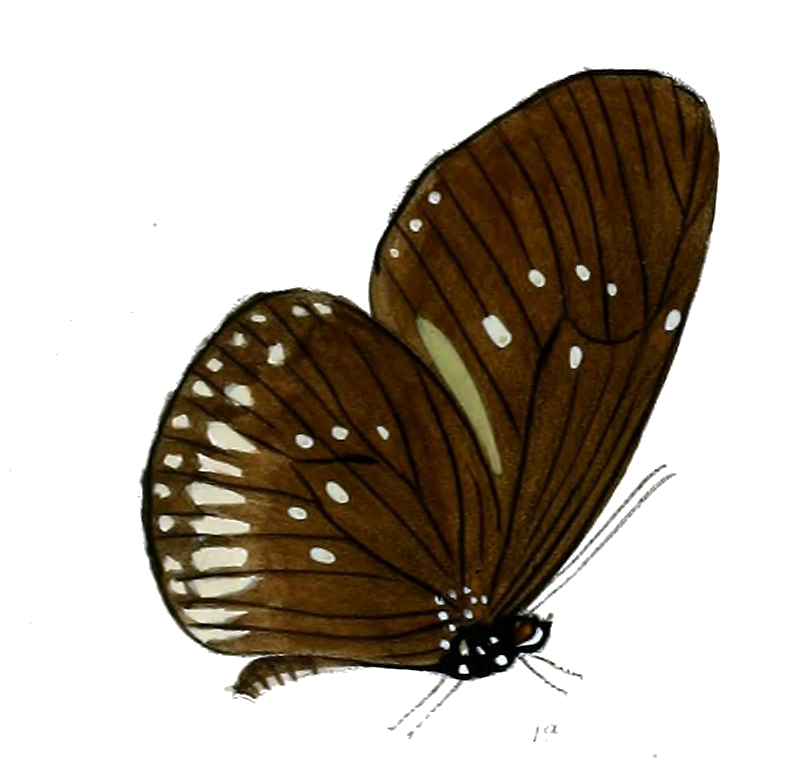
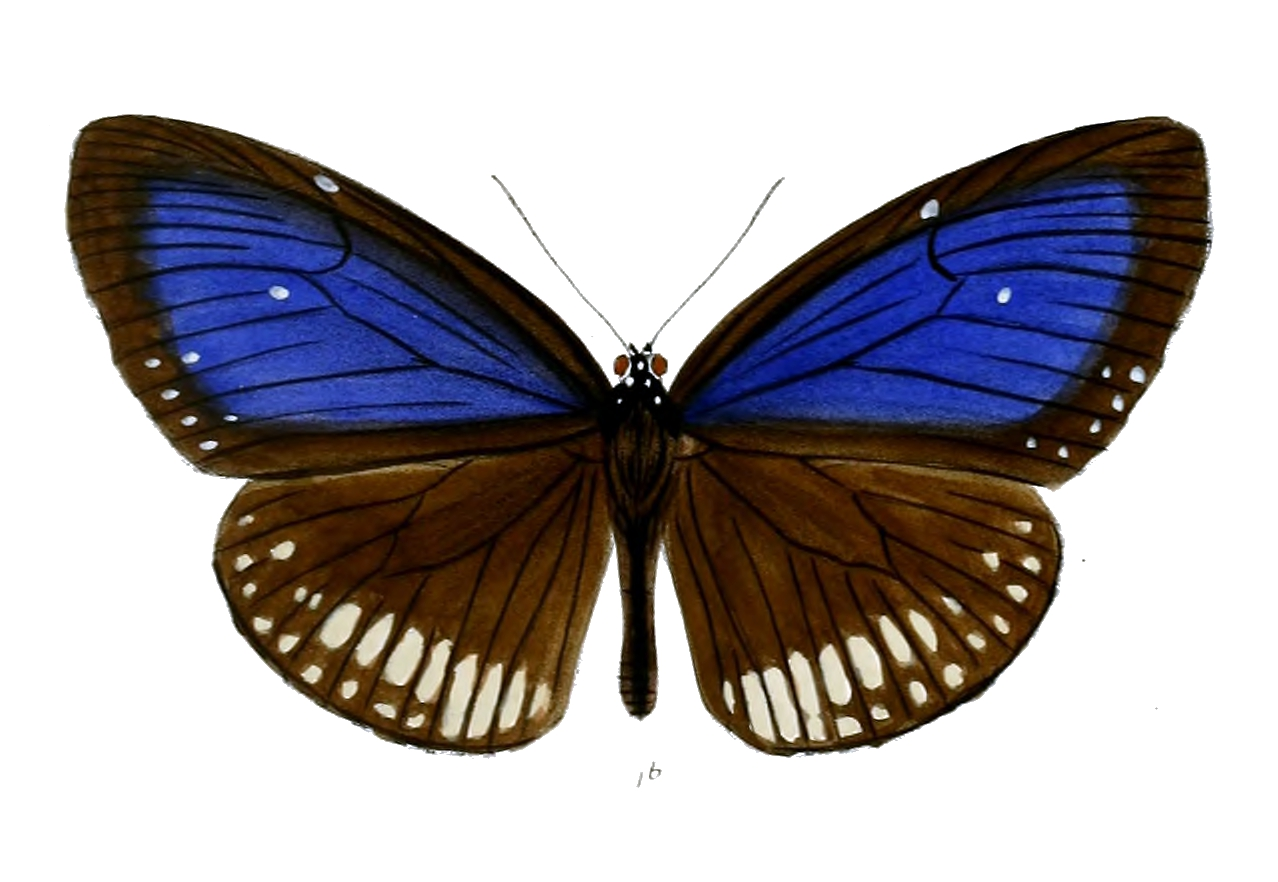
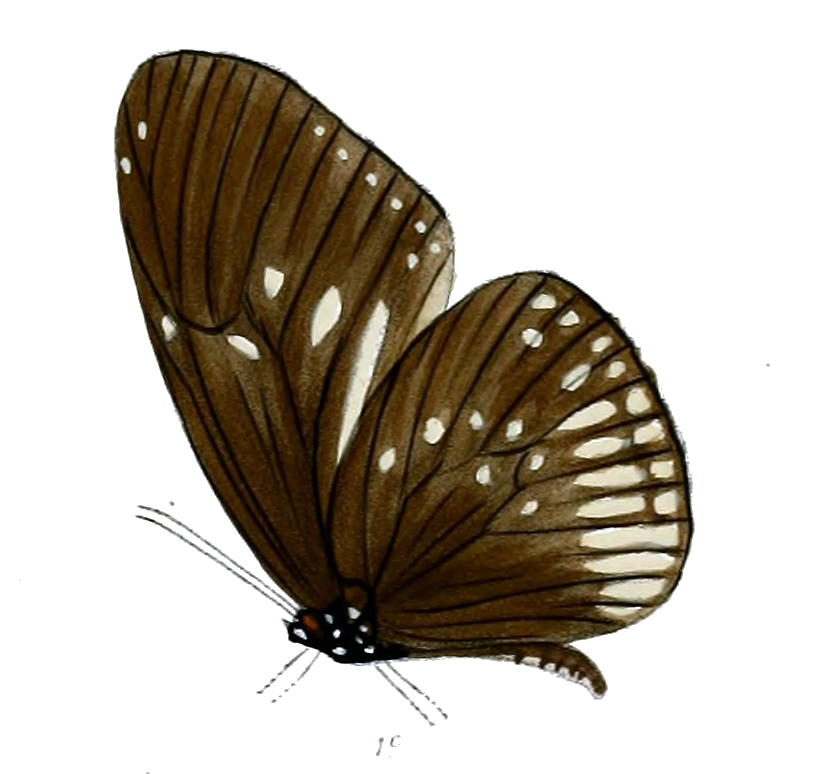
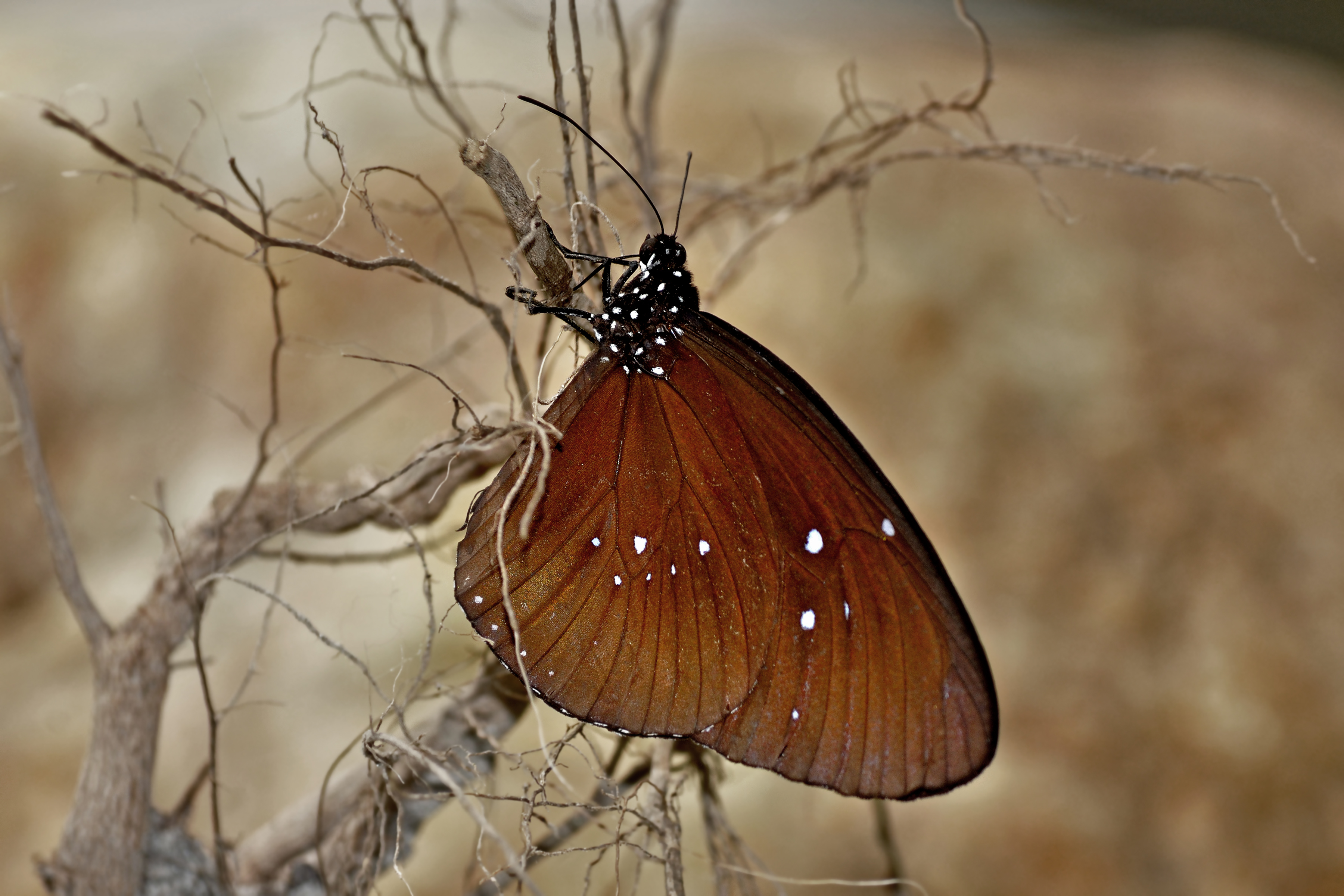
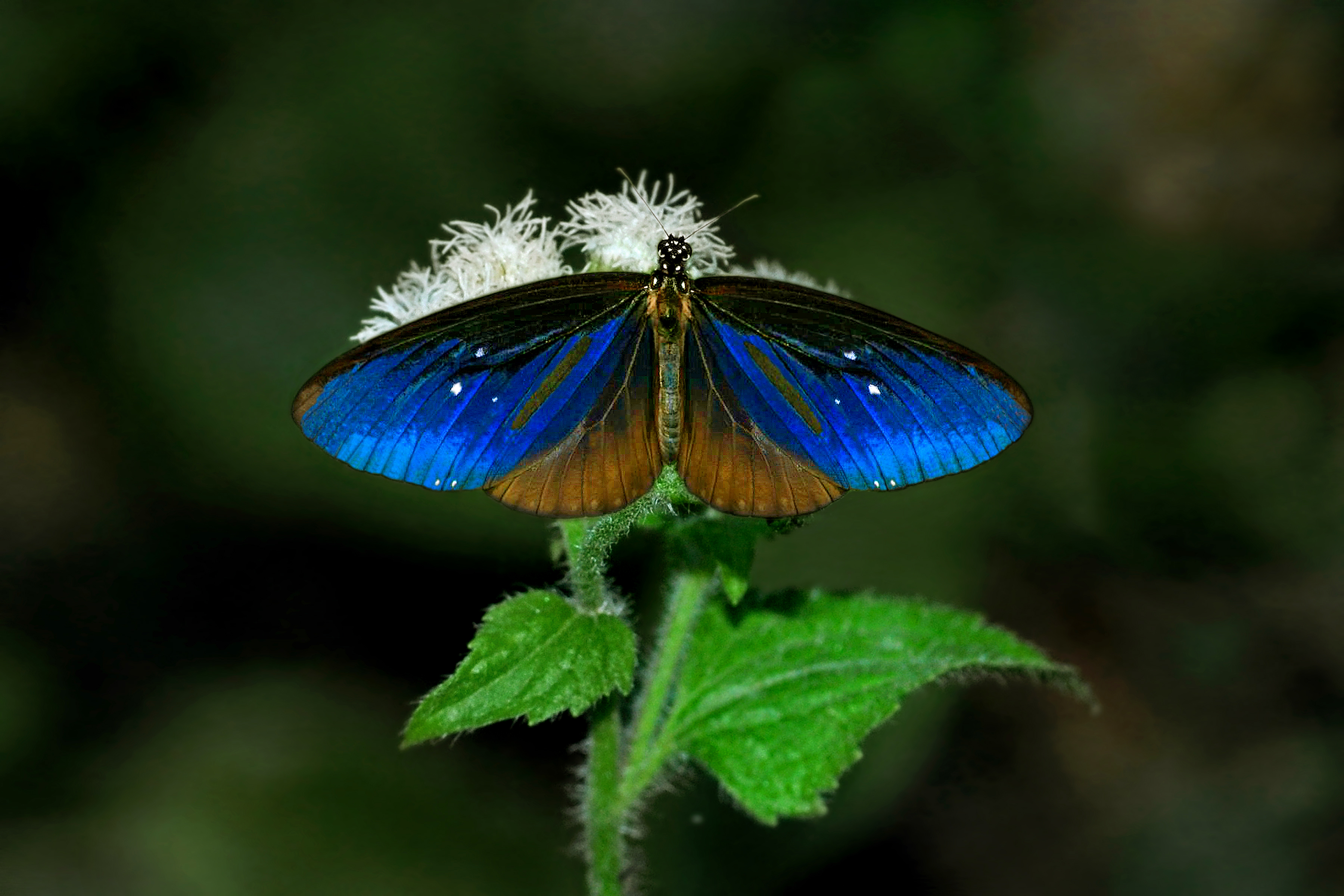